# Rebelstar
Rebelstar es un videojuego de estrategia por turnos realizado por Julian Gollop, publicado bajo el sello de la compañía Firebird Software en el año 1986.

## Objetivo
El jugador debe internarse en una base espacial (Moonbase Delta) controlada por robots. Para ello dispone de sus tropas, que a su vez cuentan con varios robots en sus filas para ayudarles en su labor. La defensa de la base es llevada a cabo por el ordenador, o por un segundo jugador, si se escoge esa opción. Cada uno de los personajes controlados por el jugador tiene nombre y personalidad propios, basados en sus estadísticas. Posteriormente, el sistema de juego sería empleado en la secuela Rebelstar II, Laser Squad, y posteriormente, X-COM.
La crítica alabó unánimemente a este juego. La revista CRASH puntuó a Rebelstar con un 93 %, dado la gran mejora experimentada respecto al previo Rebelstar Raiders. Del mismo modo, fue considerado el segundo mejor juego para Spectrum de todos los tiempos por la revista Your Sinclair. en un listado que reunía a los, según sus valoraciones, cien mejores videojuegos de Spectrum.